# Capelli Sport
Capelli Sport es una compañía estadounidense nacida en el año 2011, por el GMA Group en Estados Unidos, dedicada a la fabricación de calzado, ropa deportiva y otros productos relacionados con el deporte. Su sede principal se encuentra en Nueva York, Estados Unidos.
La firma Capelli Sport controla el mercado en todo el continente americano, mientras que Capelli Europe GmbH abarca el área de Europa, Medio Oriente y África.
El 24 de enero de 2017, Capelli Sport firmó una sociedad corporativa con los Rochester Rhinos, equipo de la United Soccer League y el estadio pasó a llamarse Capelli Sport Stadium.
Durante el 2023, la marca va a vestir al equipo más antiguo del mundo, el Sheffield de Inglaterra. 

## Sedes
- Capelli Sport: 1 E 33rd St, New York, NY 10016, EE. UU.
- Capelli Europe GmbH: Elisabeth, str. 17. 40880 Ratingen, Alemania.